# Улица Логвиненко (Бишкек)
У́лица Логвине́нко (кирг. Логвиненко көчөсү) — улица в центре Бишкека — столицы Кыргызстана.

## География
Улица проходит с юга на север по территории Первомайского и Свердловского районов столицы, пересекая практически весь её центр параллельно бульвару Эркиндик. Начинается от одноимённого переулка, пересекает железнодоржные пути, улицы Боконбаева, Московскую и другие, главный городской проспект Чуй. Затем разрывается территорией парка имени Панфилова, к северу от которого продолжается, пересекает проспект Жибек-Жолу и уходит в кварталы частного сектора, заканчиваясь у южного берега Большого Чуйского канала. Длина улицы составляет около 3 километров 800 метров.

## История
Первоначально улица называлась Больничной по расположенной на ней больнице при медицинском училище, которое действует до сих пор. В 1934 году была переименована в честь Якова Никифоровича Логвиненко — борца за установление советской власти на территории Кыргызстана и командира 1-го Пишпекского советского полка, штаб которого в 1919 году находился на пересечении сегодняшних улиц Логвиненко и Токтогула (на здании установлена мемориальная табличка).

## Застройка
- дом 13 — Дом кино имени Чингиза Айтматова
- дом 14 — Айылбанк
- дом 18 — Бишкекский медицинский колледж
- дом 20 — Воинская часть № 1693
- дом 26 — Генеральный штаб вооруженных сил Кыргызской Республики
- дом 30 — городской родильный дом № 3